# Вила-Яругские
Вила-Яругские (укр. Вила-Ярузькі) — село на Украине, находится в Черневецком районе Винницкой области.
Код КОАТУУ — 0524982001. Население по переписи 2001 года составляет 514 человек. Почтовый индекс — 24130. Телефонный код — 4357.
Занимает площадь 2,463 км².

## Адрес местного совета
24130, Винницкая область, Черневецкий р-н, с. Вила-Яругские, ул. Ленина, 29